# Женщины в Бангладеш
Женщины в Бангладеш— женщины, живущие в Бангладеш и добившиеся значительного прогресса с момента обретения страной независимости в 1971 году.
Премьер-министр страны Шейх Хасина, приложившая значительные усилия в сфере расширения прав и возможностей женщин и гендерного равенства, часто рассматривается как образец для других стран.
Правительство Бангладеш резервирует для женщин не менее 33 % всех должностей в комитетах. Общее количество женщин, являющихся членами Национального парламента, составляет 70 человек.
В юридических вопросах Бангладеш придерживается смешанной системы: общего права, унаследованного от колониального прошлого, а также некоторых исламских законов. С 1988 года избранными премьер-министрами были женщины, а нынешний премьер-министр, спикер парламента и лидер оппозиции — женщины (2020 год). Правительство стремится дать женщинам возможность играть жизненно важную роль в обществе.
Бюджет, выделенный на гендерные инициативы в 2023—2024 финансовом году, распределён следующим образом:
- 58,4 % — для расширения прав и возможностей женщин и повышения их социального достоинства
- 33,5 % — для расширения доступа женщин к государственным услугам
- 8,1 % — для повышения производительности женщин и их участия в рабочей силе.

Страна эффективно преодолела 73 % своего совокупного гендерного разрыва, как показывает Глобальный индекс гендерного разрыва 2020 года. За период с 1996 по 2017 год уровень участия женщин в рабочей силе в стране вырос с 15,8 % до 36,3 %, превысив средний показатель по Южной Азии, составляющий 35 %.

## История
Статус женщин Бангладеш варьировался в зависимости от религиозных и этнических групп, социальных классов.

### Эпоха до независимости
До XX-го века женщины в этом регионе, как и в Бенгалии в целом, имели разные уровни автономии в зависимости от того, где они жили. Женщины в сельской местности, могли передвигаться группами и появляться на публике. Горожанкам приходилось соблюдать пурду, прикрываясь. Женщины из среднего и высшего класса были домохозяйками и почти не выходили на улицу; любые случайные передвижения снаружи совершались в закрытых каретах в целях безопасности. Пурда не была распространена среди женщин из низшего сословия.
В этом регионе многоженство практиковалось независимо от религии. Ритуал сожжения жены после смерти мужа (сати) практиковался в этом регионе, в основном среди представителей высшего класса, до конца XIX века.

### Эпоха после независимости
Имеющиеся данные о состоянии здравоохранения, питания, образования и экономики показали, что в 1980-е годы статус женщин в Бангладеш оставался значительно ниже статуса мужчин.
Жизнь большинства женщин по-прежнему была сосредоточена на их традиционных ролях, и они имели ограниченный доступ к рынкам, производственным услугам, образованию, здравоохранению и местному самоуправлению. Отсутствие возможностей способствовало высокой рождаемости, что снижало благосостояние семей, способствовало недоеданию и общему плохому здоровью детей, а также срывало образовательные и другие цели национального развития. Острая маргинальная бедность, сильнее всего ударяла по женщинам.
В конце 1980-х годов около 82 % женщин жили в сельской местности, из них:
- 70 %, жили в мелких земледельческих, арендаторских и безземельных домохозяйствах; многие работали неполный рабочий день или сезонно, обычно на послеуборочных работах, и получали оплату натурой или скудную денежную заработную плату
- 20 % зависели от случайной работы, сбора урожая, попрошайничества и других нерегулярных источников дохода
- 10 % женщин находились в домохозяйствах преимущественно профессиональных, торговых или крупных землевладельцев и обычно не работали вне дома.

Вклад женщин в экономику был существенным, но непризнанным. Женщины в сельской местности отвечали за:
- работы на кухне (чуле)
- содержание скота, птицы и небольших садов.

Женщины в городах:
- выполняли домашнюю и традиционную работу
- в 1980-е годы работали на производстве, особенно в швейной промышленности
- при наличии образования работали в правительстве, здравоохранении и преподавании, но их число оставалось очень небольшим.

Уровень участия женщин в рабочей силе удвоился в период с 1974 по 1984 год, когда он достиг почти 8 %. Ставки заработной платы женщин в 1980-е годы были низкими и обычно составляли от 20 до 30 % от ставок заработной платы мужчин.
В 2019 году высший суд Бангладеш постановил, что в формах регистрации брака для описания незамужних женщин слово «девственница» должно быть заменено словом, которое означает только «незамужняя женщина».
Официальной религией Бангладеш является ислам, и 90 % населения исповедуют ислам.

## Образование и экономическое развитие

### Образование

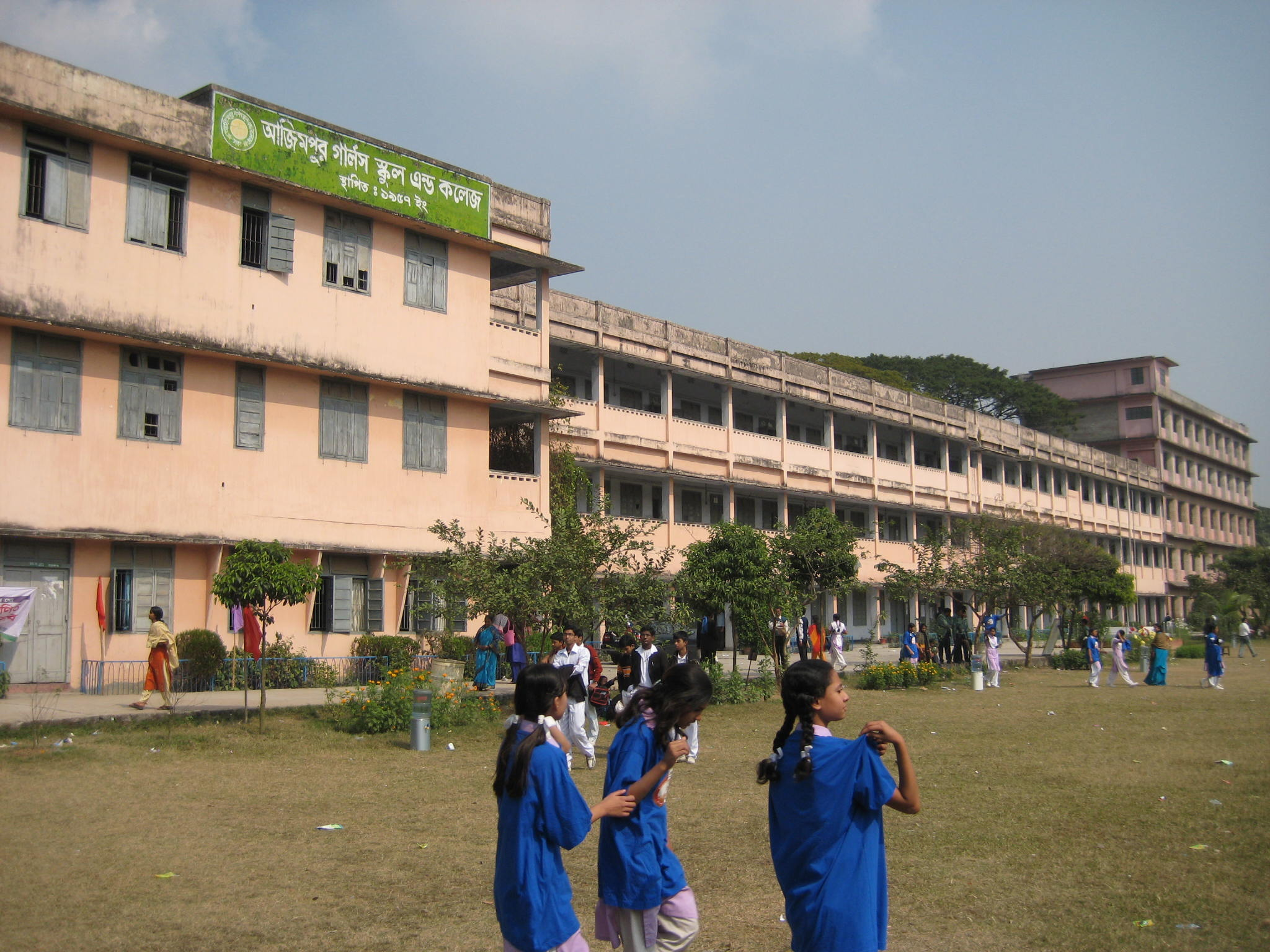
Школа для девочек Азимпур в Бангладеш

Уровень грамотности женщин в Бангладеш (55,1 %) ниже, чем у мужчин (62,5 %) — оценки 2012 года для населения в возрасте 15 лет и старше.
В 1990-е годы набор девочек в начальную школу увеличился. Хотя в настоящее время существует гендерный паритет в зачислении в начальную и неполную среднюю школу, процент девочек падает в старших классах средней школы.

### Участие в рабочей силе
Женский труд часто недооценивается и не освещается. Правительство Бангладеш выделило значительный годовой бюджет в размере около 100 миллионов долларов на содействие улучшению положения женщин в различных областях. Значительное внимание уделяется сектору готовой одежды (4 миллиона женщин), который играет решающую роль в экономике страны. Банк Бангладеш предлагает беззалоговые кредиты начинающим женщинам-предпринимательницам, что демонстрирует приверженность правительства делу содействия гендерному равенству и расширению прав и возможностей женщин.
В 1986 году в стране основана Ассоциация женщин-надомниц Бангладеш. В 2003 году ассоциация стала первой неправительственной организацией в стране, представляющей работников неформального сектора и получившей статус профсоюза от правительства Бангладеш.

### Права на землю и собственность
Права женщин на наследство ограничены: дискриминационные законы и патриархальные социальные нормы затрудняют доступ многих женщин к земле. Большинство женщин наследуют в соответствии с местными интерпретациями законов шариата.

### Участие в общественной жизни
В Бангладеш на протяжении 30 лет премьер-министром постоянно была женщина, что стало самым продолжительным непрерывным сроком полномочий демократически избранной женщины-главы правительства в мире. 21 % депутатов Национальной ассамблеи Бангладеш — женщины, это самый высокий показатель в Южной Азии.
В 1949 году в Дакке была основана Ассоциация женщин Бангладеш как правозащитная организация, занимавшаяся правами женщин и добивавшаяся равенства прав женщин и мужчин в общественной жизни страны.

## Преступления против женщин

### Изнасилование
Бенгальские поселенцы и солдаты в горном районе Читтагонг насиловали женщин народа чакма «безнаказанно», при этом силы безопасности Бангладеш помогали насильникам и поселенцам.
Бангладешские военные участвовали в массовых изнасилованиях женщин чакма, массовых убийствах целых деревень и нападениях на индуистские и буддийские религиозные объекты с преднамеренными нападениями на монахов и монахинь.
В 1979 году была основана Национальная ассоциация женщин-юристов Бангладеш для защиты прав женщин и девочек, прав женщин-мигрантов, для предотвращения домашнего насилия и распространения ВИЧ/СПИД.

### Детские браки
В Бангладеш один из самых высоких показателей детских браков в мире, которым способствует практика приданого, хотя и незаконная.
29 % девушек выходят замуж до 15 лет и 65 % до 18 лет. Правительство стремится положить конец детским бракам к 2041 году, тем не менее премьер-министр в 2015 году снизила брачный возраст для девочек с 18 до 16 лет. Было введено исключение из закона, согласно которому брак в 16 лет разрешается с согласия родителей.

### Домашнее насилие
В 2010 году в Бангладеш был принят Закон о домашнем насилии. В опросе DHS 2011 года 32,5 % женщин заявили, что муж имеет право бить или избивать свою жену по определённым причинам (наиболее распространенной причиной было то, что жена «спорит с ним» — 22,4 %). В последние годы насилие в отношении женщин, совершаемое мужчинами, значительно снизилось и находится на значительно более низком уровне по сравнению с такими странами Южной Азии, как Шри-Ланка, Непал и Индия.

### Приданое
Насилие из-за приданого является проблемой в Бангладеш. Законы о приданом:
- Закон о запрете приданого 1980 года
- Постановление о запрете приданого (поправка) 1982 года
- Постановление о запрете приданого (поправка) 1986 года. Однако правовые меры в отношении приданого остаются слабыми[35].

### Сексуальное домогательство
Поддразнивание Евы — это эвфемизм, используемый в Южной Азии для обозначения публичных сексуальных домогательств (часто известных как " уличные домогательства ") в отношении женщин со стороны мужчин (свист, непристойные жесты, угрозы похищения, преследование, ощупывание и другое). Имя Ева, вероятно, намекает на первую женщину в библейской истории творения. По состоянию на 2010 год, по данным Национальной ассоциации женщин-юристов Бангладеш, почти 90 % бангладешских девочек в возрасте 10-18 лет подвергались подобным преследованиям.

## Другие проблемы

### Свобода передвижения

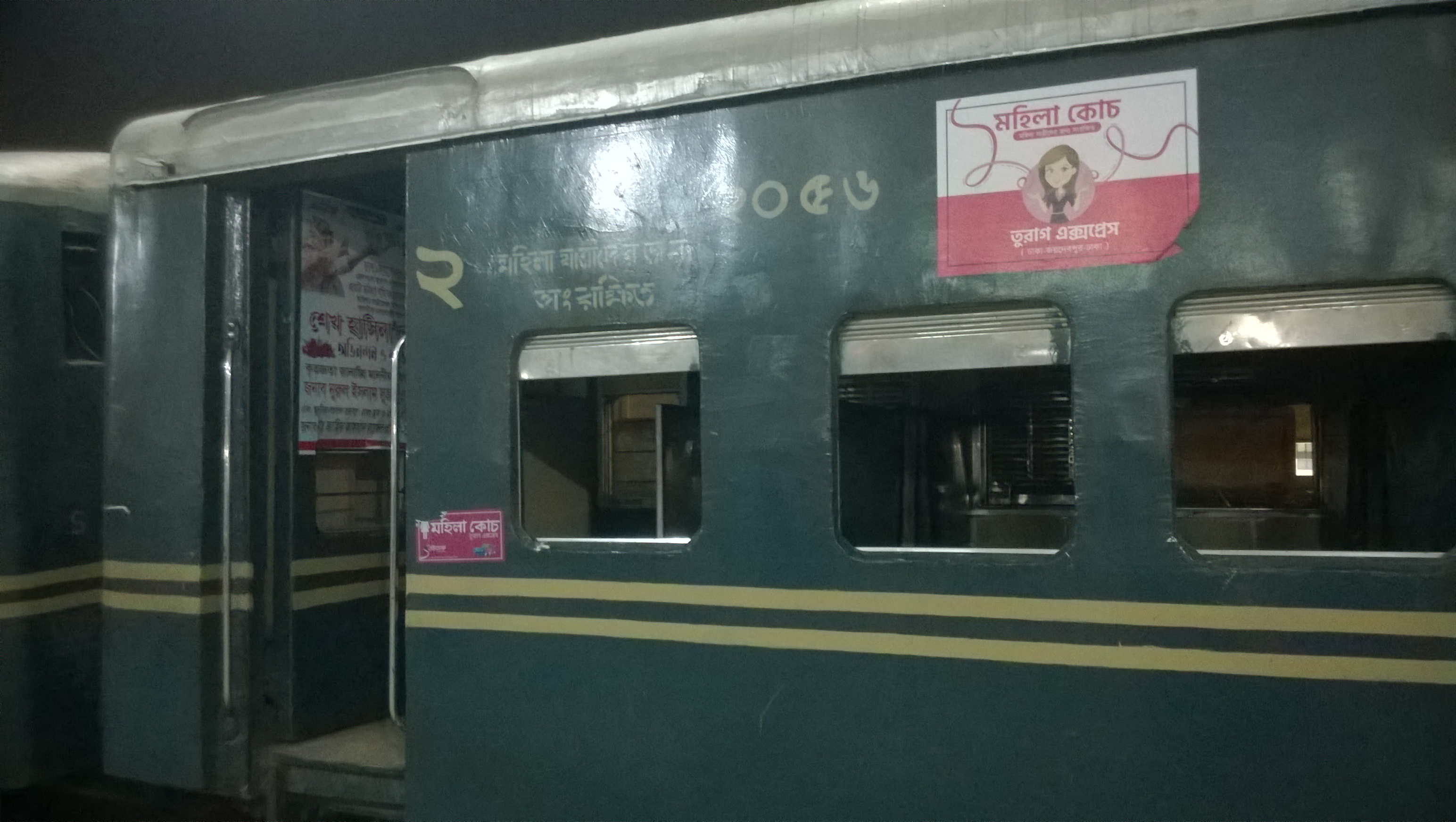
Женский вагон железной дороги Бангладеш

Бангладешские женщины и девочки не имеют такой свободы передвижения, как мужчины.

### Здоровье
Уровень материнской смертности в Бангладеш составляет 240 смертей на 100 000 живорождений (по состоянию на 2010 год). Инфекции, передающиеся половым путем, относительно распространены, хотя уровень ВИЧ/СПИДа низок. Исследование 2014 года показало, что знания бангладешских женщин о различных заболеваниях очень низкие. Бангладеш расширила программы обучения акушерок с целью улучшения репродуктивного здоровья и результатов лечения.

### Планирование семьи
Уже в 1990-х годах планирование семьи было признано очень важным в Бангладеш. Общий коэффициент рождаемости составляет 2,45 рождённых детей на одну женщину (по оценкам на 2014 год).

## Галерея

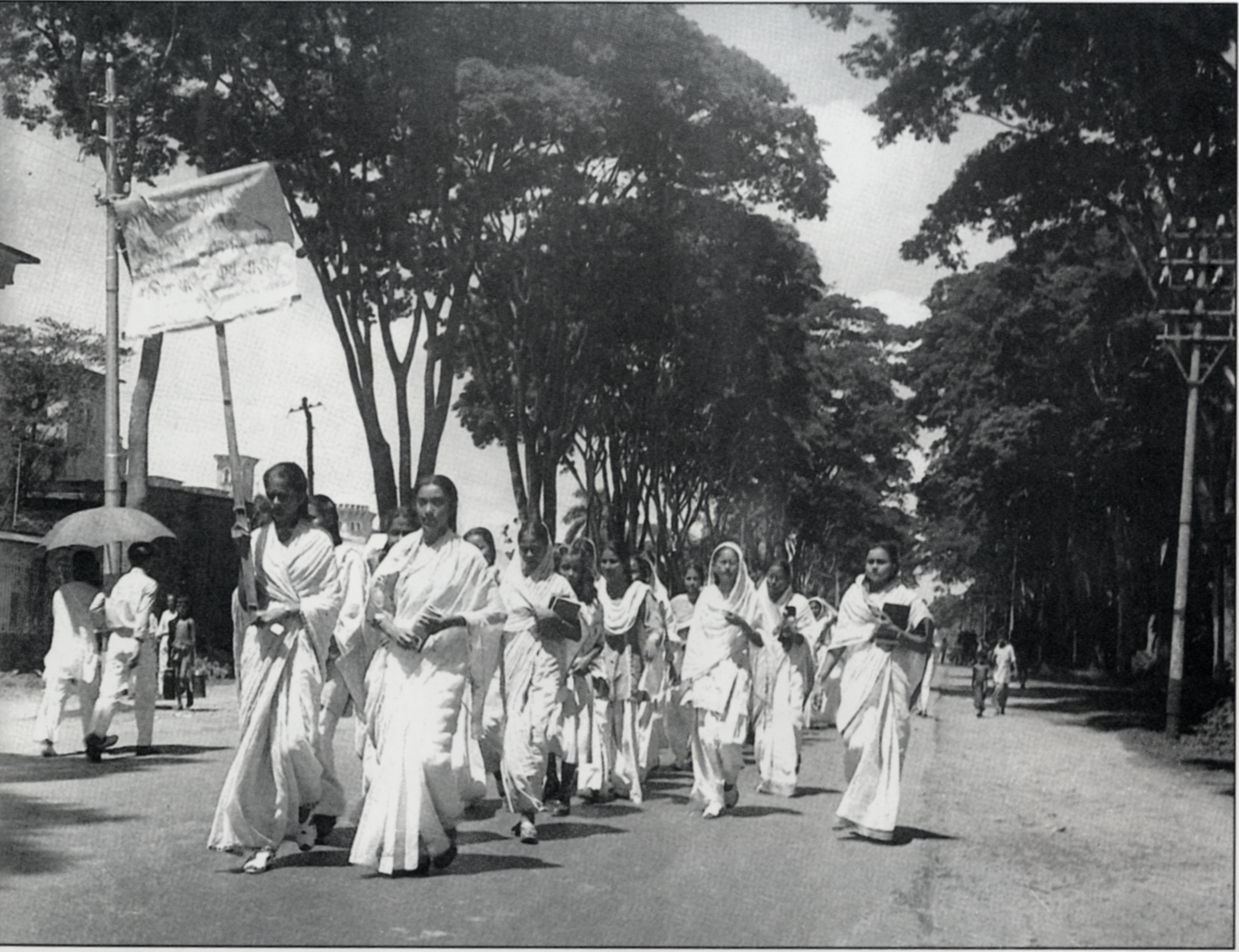
Женщины выходят на митинг в честь первой годовщины Движения за бенгальский язык в Университете Дакки в 1953 году.
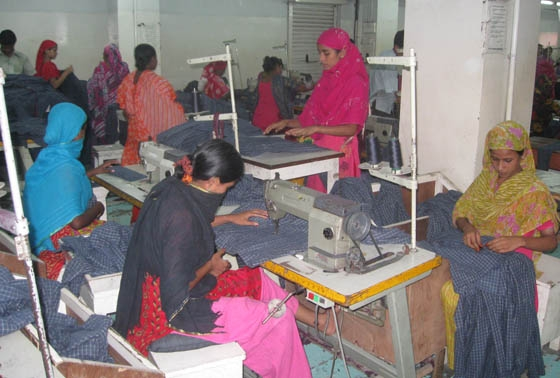
Женщины в швейной промышленности Бангладеш,  вносящей наибольший вклад в экономический рост страны[48].
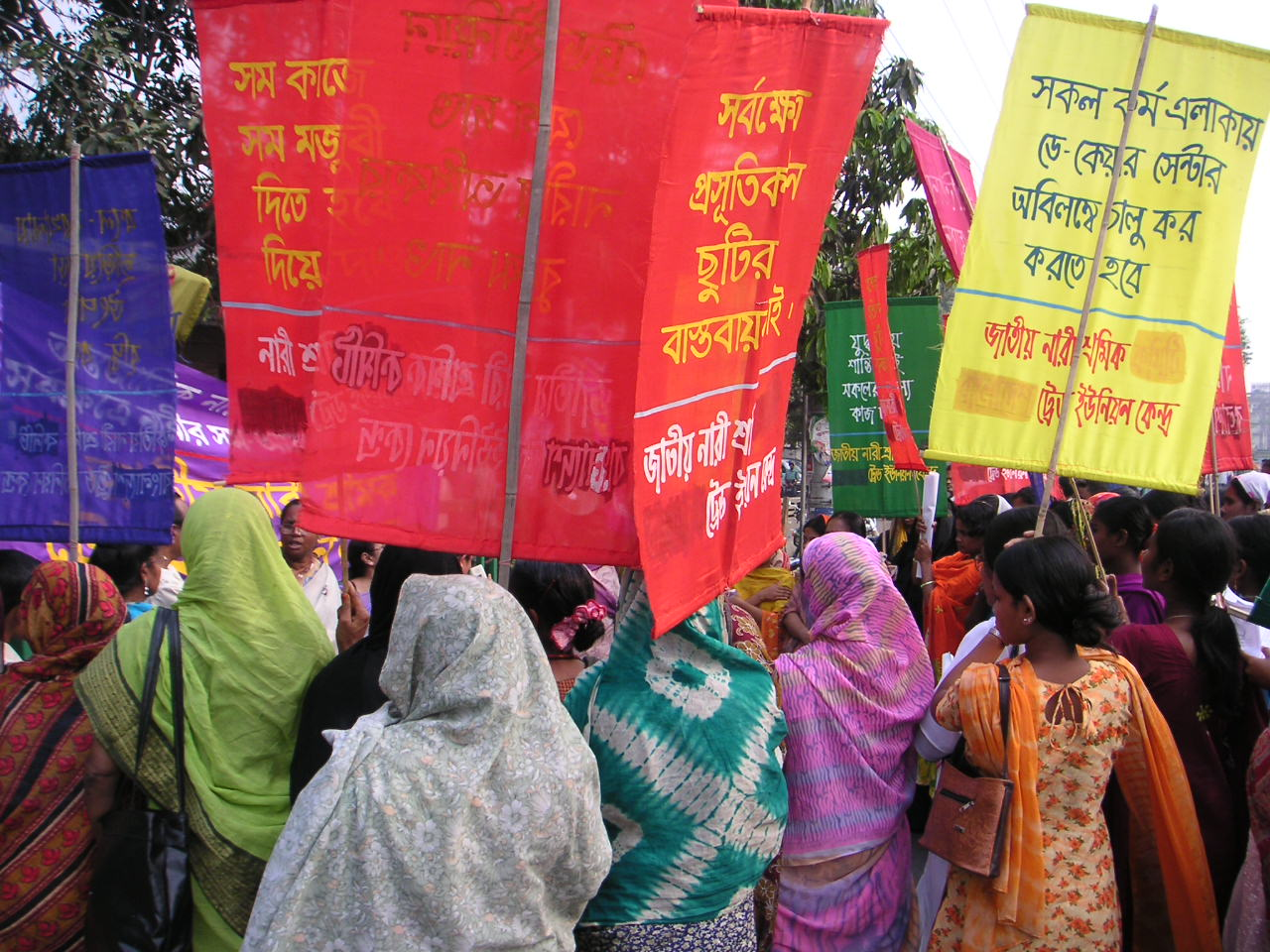
Международный женский день, Дакка
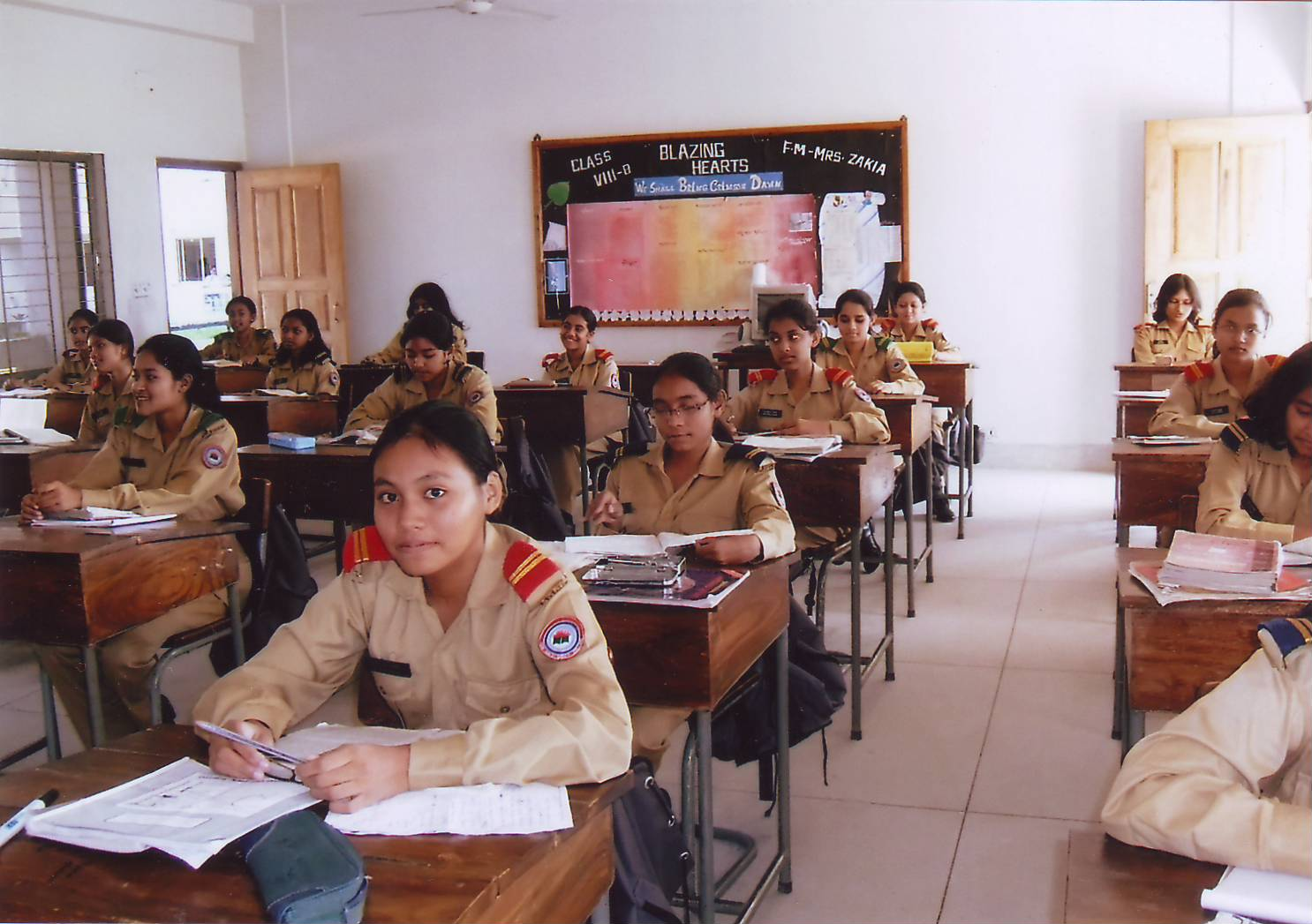
Бангладешские девушки-кадеты в женском кадетском колледже Фени.
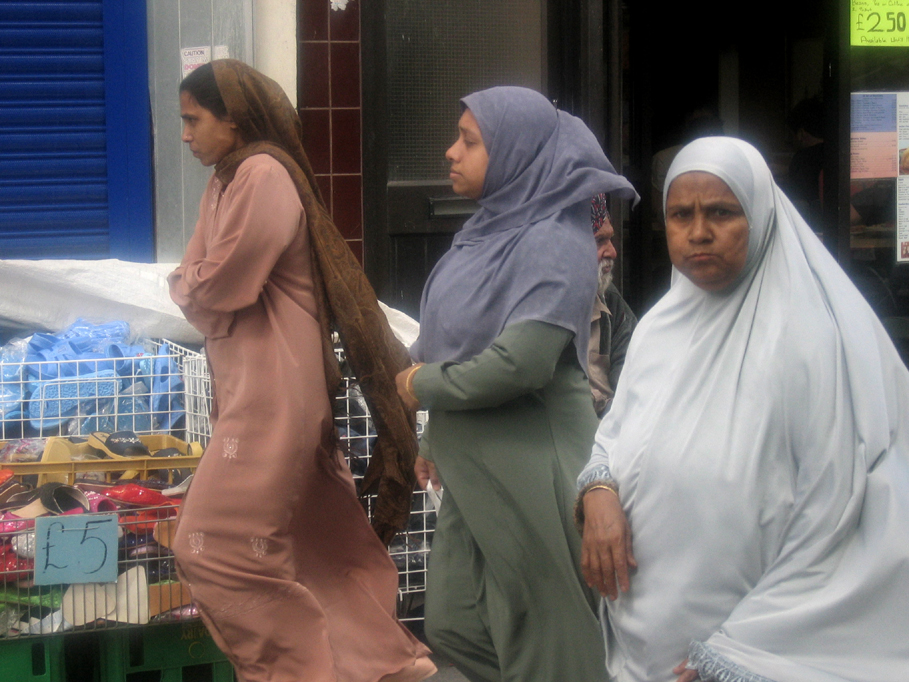
Бангладешские женщины, Уайтчепел, Лондон. Одна из крупнейших бангладешских общин за пределами Бангладеш и крупнейшая за пределами Азии.
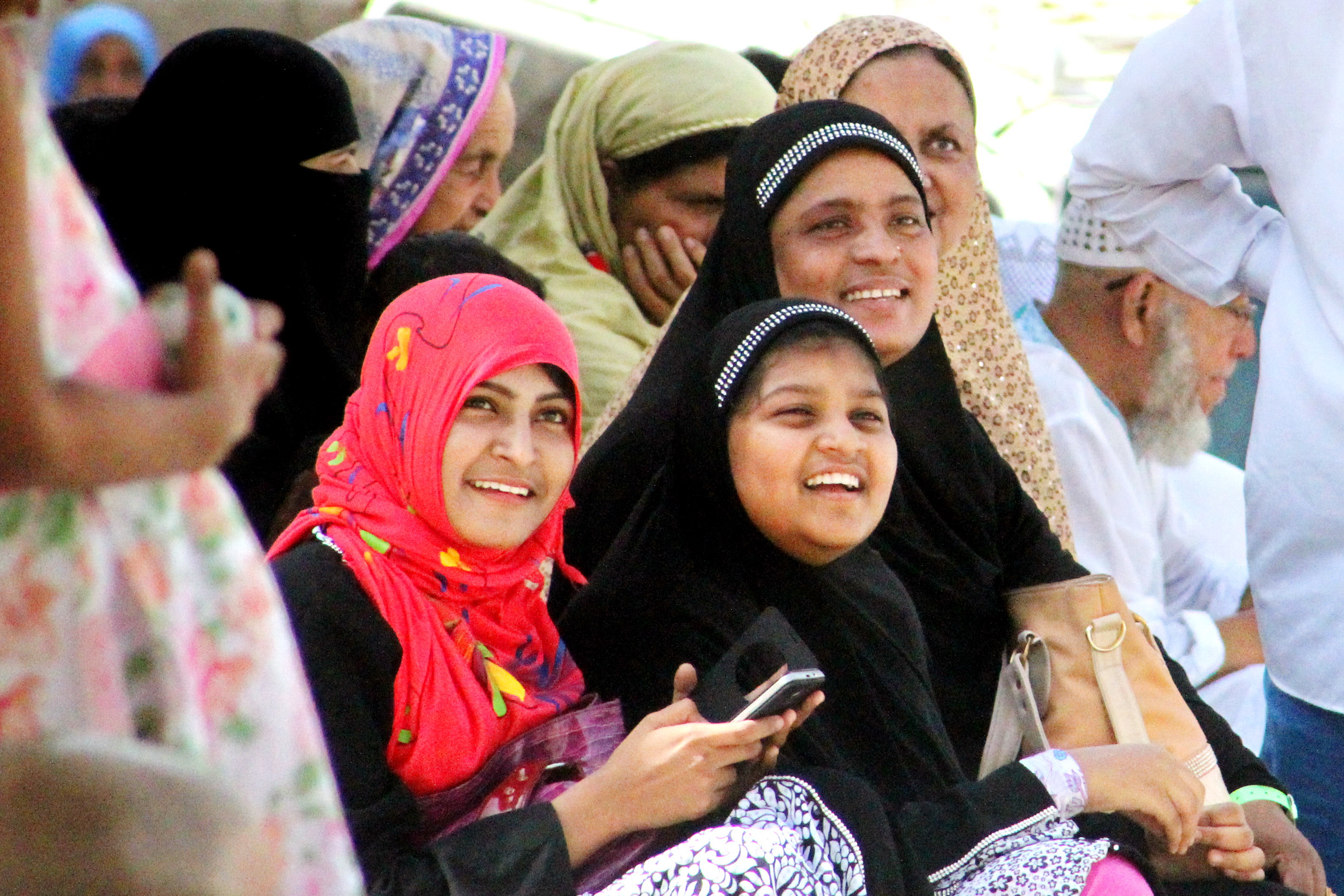
Женщины из Бангладеш, Мекка, Саудовская Аравия. 3,5 миллиона бангладешцев в Саудовской Аравии, в основном рабочие-мигранты и в некоторых случаях члены их семей, составляют самое большое население Бангладеш за пределами Бангладеш.
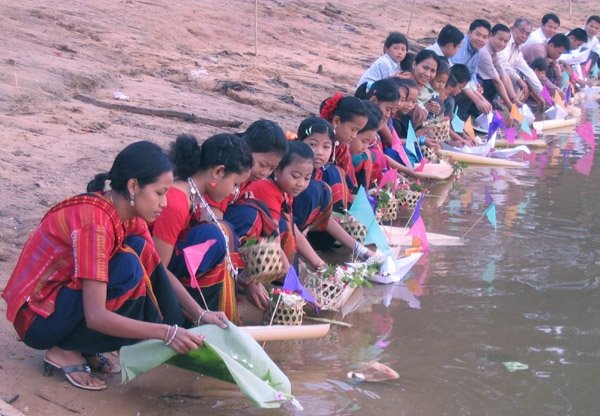
Женщины из горных районов
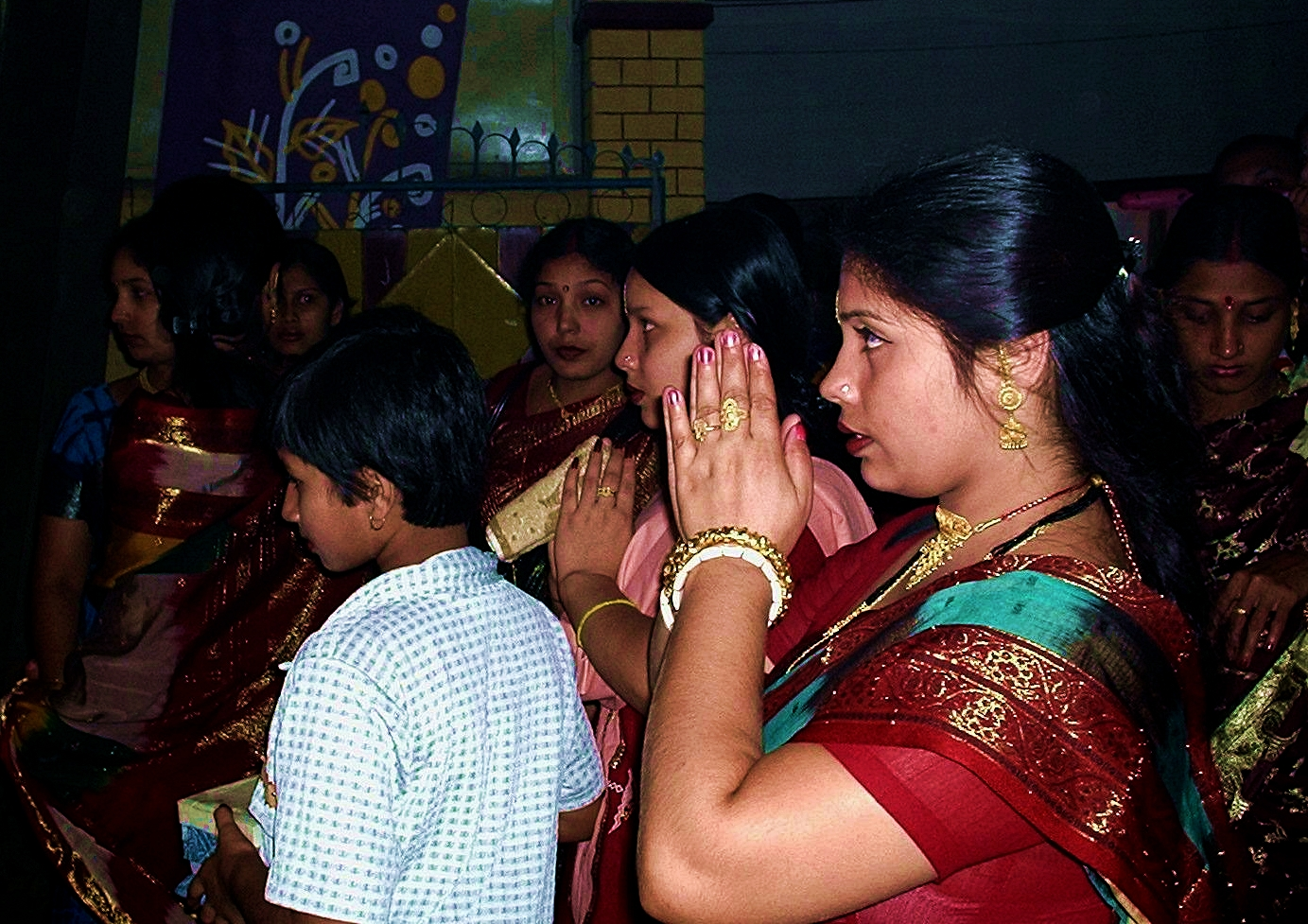
Durga Puja
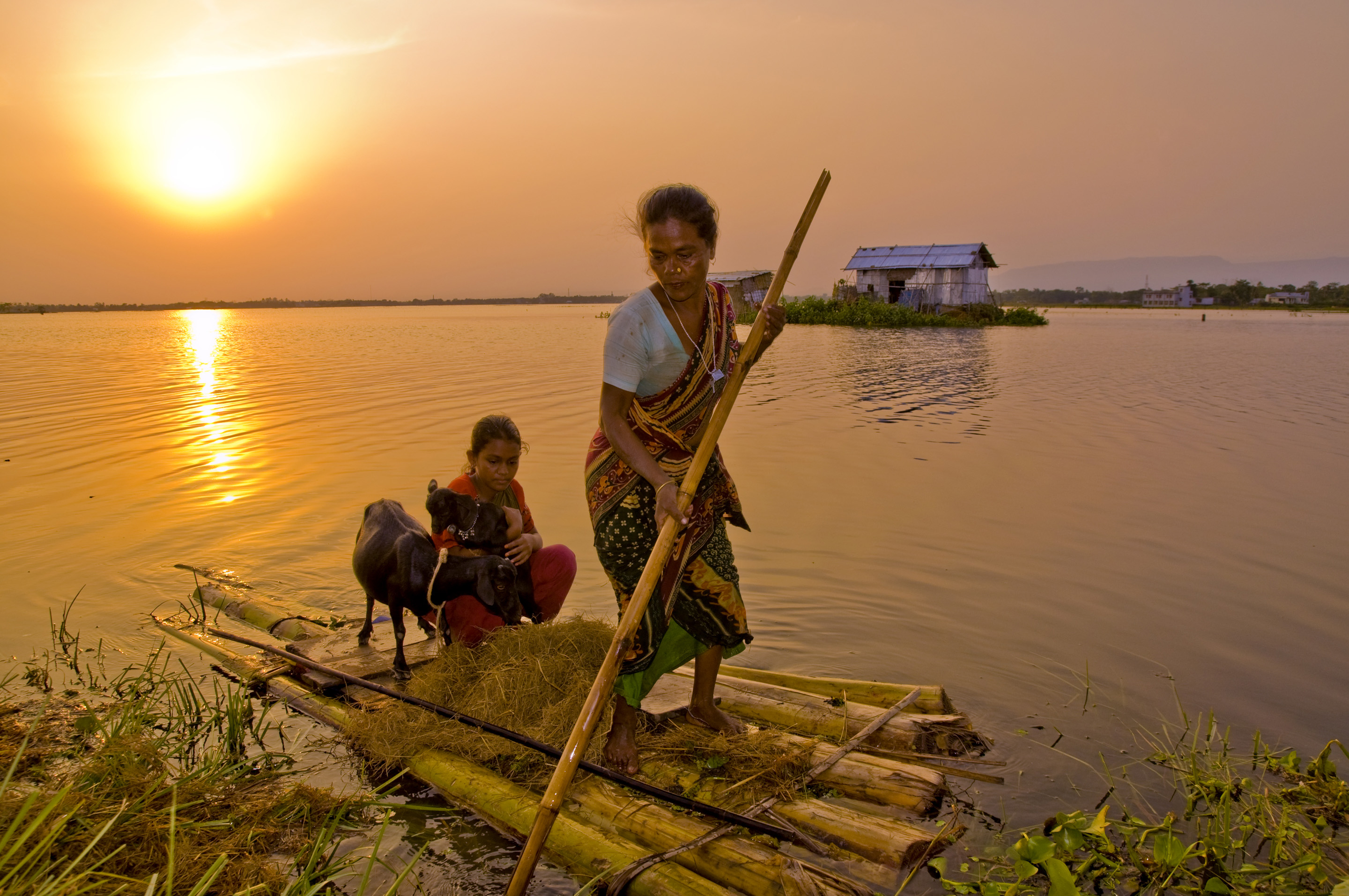
Женщина перевозят ребенка и коз в затопленной части дельты в Бангладеш.

## Дальнейшее чтение
- Насрин, Таслима (1998). «Спор о гендере в Бангладеш». У Герберта Л. Бодмана; Найере Э. Тохиди. Женщины в мусульманских обществах: разнообразие внутри единства. Линн Риннер. ISBN 978-1-55587-578-7.